# Margherita Gonzaga

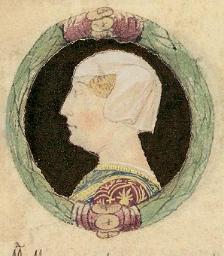
Margherita Gonzaga

Margherita Gonzaga (Mantova, 31 marzo 1418 – Governolo, 7 luglio 1439) era una nobildonna, figlia di Gianfrancesco Gonzaga, Signore di Mantova, e di Paola Malatesta.

## Biografia
Le venne dato il nome della nonna paterna Margherita Malatesta.
Educata alla Ca' Zoiosa di Vittorino da Feltre, divenne colta e amante dell'arte, fu data in sposa nel 1435 a Leonello d'Este, marchese di Ferrara.
Già nel 1429 Niccolò III d'Este, desideroso di stringere legami coi Gonzaga, iniziò le trattative con Gianfrancesco, che acconsentì all'unione a patto che Leonello venisse riconosciuto, malgrado fosse figlio illegittimo, futuro marchese di Ferrara.
Di salute già cagionevole, Margherita si debilitò ulteriormente a causa del parto e morì l'anno dopo. Venne sepolta nella Chiesa di Sant'Orsola a Mantova. Addolorato per la perdita della moglie, Leonello assunse nella sua insegna lance e rami spezzati e nel 1444 si risposò con Maria d'Aragona, una figlia di Alfonso V d'Aragona.

## Discendenza
Leonello e Margherita ebbero un solo figlio:
- Niccolò (1438-1476).

## Ascendenza
|                        |                       |                         | Genitori                |  |  | Nonni |  |  | Bisnonni           |  |  | Trisnonni     |  |
|                        |                       |                         |                         |  |  |       |  |  | Ludovico I Gonzaga |  |  | Guido Gonzaga |  |
|                        |                       |                         |                         |  |  |       |  |  | Ludovico I Gonzaga |  |  | Guido Gonzaga |  |
|                        |                       | Beatrice di Bar         |                         |  |  |       |  |  | Ludovico I Gonzaga |  |  |               |  |
| Francesco I Gonzaga    |                       |                         |                         |  |  |       |  |  | Ludovico I Gonzaga |  |  |               |  |
|                        |                       | Alda d'Este             | Obizzo III d'Este       |  |  |       |  |  |                    |  |  |               |  |
|                        |                       | Alda d'Este             | Obizzo III d'Este       |  |  |       |  |  |                    |  |  |               |  |
|                        |                       | Alda d'Este             | Lippa Ariosti           |  |  |       |  |  |                    |  |  |               |  |
| Gianfrancesco Gonzaga  |                       | Alda d'Este             |                         |  |  |       |  |  |                    |  |  |               |  |
|                        |                       | Galeotto I Malatesta    | Pandolfo I Malatesta    |  |  |       |  |  |                    |  |  |               |  |
|                        |                       | Galeotto I Malatesta    | Pandolfo I Malatesta    |  |  |       |  |  |                    |  |  |               |  |
|                        |                       | Galeotto I Malatesta    | Taddea da Rimini        |  |  |       |  |  |                    |  |  |               |  |
| Margherita Malatesta   |                       | Galeotto I Malatesta    |                         |  |  |       |  |  |                    |  |  |               |  |
|                        |                       | Gentile da Varano       | Rodolfo II da Varano    |  |  |       |  |  |                    |  |  |               |  |
|                        |                       | Gentile da Varano       | Rodolfo II da Varano    |  |  |       |  |  |                    |  |  |               |  |
|                        |                       | Gentile da Varano       | Camilla Chiavelli       |  |  |       |  |  |                    |  |  |               |  |
| Margherita Gonzaga     |                       | Gentile da Varano       |                         |  |  |       |  |  |                    |  |  |               |  |
|                        | Pandolfo II Malatesta | Malatesta III Malatesta |                         |  |  |       |  |  |                    |  |  |               |  |
|                        | Pandolfo II Malatesta | Malatesta III Malatesta |                         |  |  |       |  |  |                    |  |  |               |  |
|                        | Pandolfo II Malatesta | Costanza Ondedei        |                         |  |  |       |  |  |                    |  |  |               |  |
| Malatesta IV Malatesta | Pandolfo II Malatesta |                         |                         |  |  |       |  |  |                    |  |  |               |  |
|                        |                       | Paola Orsini            | Bertoldo Orsini         |  |  |       |  |  |                    |  |  |               |  |
|                        |                       | Paola Orsini            | Bertoldo Orsini         |  |  |       |  |  |                    |  |  |               |  |
|                        |                       | Paola Orsini            | Jacopa Orsini           |  |  |       |  |  |                    |  |  |               |  |
| Paola Malatesta        |                       | Paola Orsini            |                         |  |  |       |  |  |                    |  |  |               |  |
|                        |                       | Rodolfo II Da Varano    | Berardo II da Varano    |  |  |       |  |  |                    |  |  |               |  |
|                        |                       | Rodolfo II Da Varano    | Berardo II da Varano    |  |  |       |  |  |                    |  |  |               |  |
|                        |                       | Rodolfo II Da Varano    | Bellafiore da Brunforte |  |  |       |  |  |                    |  |  |               |  |
| Elisabetta da Varano   |                       | Rodolfo II Da Varano    |                         |  |  |       |  |  |                    |  |  |               |  |
|                        |                       | Camilla Chiavelli       | Finuccio Chiavelli      |  |  |       |  |  |                    |  |  |               |  |
|                        |                       | Camilla Chiavelli       | Finuccio Chiavelli      |  |  |       |  |  |                    |  |  |               |  |
|                        |                       | Camilla Chiavelli       | …                       |  |  |       |  |  |                    |  |  |               |  |
|                        |                       | Camilla Chiavelli       |                         |  |  |       |  |  |                    |  |  |               |  |